# Wassenaarse Golf Groendael
De Wassenaarse Golf Groendael is een Nederlandse golfclub in Wassenaar in de provincie Zuid-Holland.
De 9-holesgolfbaan is in 2007 aangelegd. Het is eigenlijk een parkbaan met vijvers in een duingebied.
Het ontwerp is van Bruno Steensels.